# Leichtathletik-Weltmeisterschaften 2011/Teilnehmer (Südafrika)
| Gelbes Symbol für Goldmedaillen mit stilisierten Olympischen Ringen | Graues Symbol für Silbermedaillen mit stilisierten Olympischen Ringen | Braundes Symbol für Bronzemedaillen mit stilisierten Olympischen Ringen |
| ------------------------------------------------------------------- | --------------------------------------------------------------------- | ----------------------------------------------------------------------- |
| —                                                                   | 2                                                                     | 2                                                                       |

Der südafrikanische Leichtathletik-Verband stellte bei den Leichtathletik-Weltmeisterschaften 2011 im koreanischen Daegu 32 Teilnehmer.

## Ergebnisse

### Männer

#### Laufdisziplinen
| Athlet                                                                     | Disziplin        | Vorlauf        | Vorlauf | Halbfinale    | Halbfinale    | Finale        | Finale        |
| Athlet                                                                     | Disziplin        | Zeit           | Platz   | Zeit          | Platz         | Zeit          | Platz         |
| -------------------------------------------------------------------------- | ---------------- | -------------- | ------- | ------------- | ------------- | ------------- | ------------- |
| Simon Magakwe                                                              | 100 m            | 10,53 s        | 32      | ausgeschieden | ausgeschieden | ausgeschieden | ausgeschieden |
| Lebogang Moeng                                                             | 200 m            | 21,09 s        | 38      | ausgeschieden | ausgeschieden | ausgeschieden | ausgeschieden |
| Thuso Mpuang                                                               | 200 m            | 21,07 s        | 37      | ausgeschieden | ausgeschieden | ausgeschieden | ausgeschieden |
| Oscar Pistorius                                                            | 400 m            | 45,39 s        | 14      | 46,19 s       | 22            | ausgeschieden | ausgeschieden |
| Elroy Gelant                                                               | 5000 m           | 13:48,33 min   | 20      |               |               | ausgeschieden | ausgeschieden |
| Stephen Mokoka                                                             | 10.000 m         |                |         |               |               | 28:51,97 min  | 13            |
| Modike Lucky Mohale                                                        | Marathon         |                |         |               |               | 2:38:22 h SB  | 50            |
| David Ngakane                                                              | Marathon         |                |         |               |               | DNF           | DNF           |
| Coolboy Ngamole                                                            | Marathon         |                |         |               |               | 2:30:01 h     | 46            |
| Lehann Fourie                                                              | 110 m Hürden     | 13,86 s        | 27      | ausgeschieden | ausgeschieden | ausgeschieden | ausgeschieden |
| Cornel Fredericks                                                          | 400 m Hürden     | 48,52 s        | 1       | 48,83 s       | 4             | 49,12 s       | 5             |
| L. J. van Zyl                                                              | 400 m Hürden     | 48,58 s        | 3       | 49,05 s       | 7             | 48,80 s       | Bronze        |
| Ruben Ramolefi                                                             | 3000 m Hindernis | 8:11,50 min    | 2       |               |               | 8:30,47 min   | 13            |
| Hannes Dreyer Ofentse Mogawane Roscoe Engel Thuso Mpuang                   | 4 × 100 m        | 38,72 s SB     | 11      |               |               | ausgeschieden | ausgeschieden |
| Shane Victor Ofentse Mogawane Willem de Beer L. J. van Zyl Oscar Pistorius | 4 × 400 m        | 2:59,21 min NR | 3       |               |               | 2:59,87 min   | Silber        |

#### Sprung/Wurf
| Athlet                 | Disziplin  | Qualifikation | Qualifikation | Finale        | Finale        |
| Athlet                 | Disziplin  | Weite/Höhe    | Platz         | Weite/Höhe    | Platz         |
| ---------------------- | ---------- | ------------- | ------------- | ------------- | ------------- |
| Luvo Manyonga          | Weitsprung | 8,04 m        | 10            | 8,21 m        | 5             |
| Godfrey Khotso Mokoena | Weitsprung | 8,00 m        | 15            | ausgeschieden | ausgeschieden |
| Tumelo Thagane         | Dreisprung | NMW           | NMW           | ausgeschieden | ausgeschieden |
| John Robert Oosthuizen | Speerwurf  | 73,14 m       | 33            | ausgeschieden | ausgeschieden |

#### Zehnkampf
| Athlet          | Disziplin | 100 m   | Weit- sprung | Kugel- stoßen | Hoch- sprung | 400 m   | 110 m Hürden | Diskus- wurf | Stabhoch- sprung | Speer- wurf | 1500 m | Punkte | Platz |
| --------------- | --------- | ------- | ------------ | ------------- | ------------ | ------- | ------------ | ------------ | ---------------- | ----------- | ------ | ------ | ----- |
| Willem Coertzen | Ergebnis  | 11,16 s | 7,37 m SB    | 13,48 m       | 2,02 m       | 49,20 s | 14,48 s      | 43,13 m SB   | NMH              | -           | -      | -      | DNF   |
| Willem Coertzen | Punkte    | 825     | 903          | 697           | 822          | 852     | 913          | 728          | 0                | -           | -      | -      | DNF   |

### Frauen

#### Laufdisziplinen
| Athletin               | Disziplin    | Vorlauf     | Vorlauf | Halbfinale     | Halbfinale | Finale         | Finale        |
| Athletin               | Disziplin    | Zeit        | Platz   | Zeit           | Platz      | Zeit           | Platz         |
| ---------------------- | ------------ | ----------- | ------- | -------------- | ---------- | -------------- | ------------- |
| Caster Semenya         | 800 m        | 2:01,01 min | 5       | 1:58,07 min SB | 1          | 1:56,35 min SB | Silber        |
| René Kalmer            | Marathon     |             |         |                |            | 2:38:16 h      | 31            |
| Tanith Maxwell         | Marathon     |             |         |                |            | DNS            | DNS           |
| Annerien van Schalkwyk | Marathon     |             |         |                |            | 2:43:59 h SB   | 37            |
| Wenda Nel              | 400 m Hürden | 56,13 s     | 17      | 57,06 s        | 23         | ausgeschieden  | ausgeschieden |

#### Sprung/Wurf
| Athletin         | Disziplin   | Qualifikation | Qualifikation | Finale        | Finale        |
| Athletin         | Disziplin   | Weite/Höhe    | Platz         | Weite/Höhe    | Platz         |
| ---------------- | ----------- | ------------- | ------------- | ------------- | ------------- |
| Simoné du Toit   | Kugelstoßen | 15,83 m       | 24            | ausgeschieden | ausgeschieden |
| Justine Robbeson | Speerwurf   | 58,08 m       | 19            | ausgeschieden | ausgeschieden |
| Sunette Viljoen  | Speerwurf   | 65,34 m       | 2             | 68,38 m AR    | Bronze        |